# Louis-Emil Eyer
Louis-Emil Eyer est un pédagogue sportif suisse-bulgare, né à Bex le 17 novembre 1865 et mort le 2 septembre 1916 au cours de la bataille du lac Doïran en Macédoine.
Il est considéré comme le fondateur du mouvement sportif en Bulgarie.

## Biographie
Né dans le village de Bex en 1856, il travaille d'abord comme ouvrier-fondeur à Vevey.
En 1894, il répond à un appel du ministre de l'éducation de la Bulgarie. En effet, le pays qui vient de recouvrer son indépendance après une longue domination ottomane, souhaite se développer sur tous les plans. Le ministre bulgare de l’éducation, lors d’une visite en Suisse, avait été enthousiasmé par l’une des premières fêtes de gymnastique, ce qui le motive à faire appel à des Suisses pour promouvoir le sport. Avec neuf enseignants, Louis-Emil Eyer part alors pour jeter les bases du sport scolaire en Bulgarie,.
Bon gymnaste, sportif polyvalent, il introduit dans les programmes scolaires des sports inconnus en Bulgarie : la lutte, l'athlétisme, le football, la boxe. Il enseigne le sport dans diverses villes du pays et rédige un manuel d'enseignement. Il est à l'origine de la création de la principale association sportive bulgare et d'une grande manifestation gymnique.
Le contrat de deux ans des gymnastes suisses arrivant à son terme, Eyer décide de rester. En 1900, il organise à Varna une première « Fête fédérale » sur le modèle suisse.
Quand la Bulgarie entre en guerre, il s'engage comme volontaire. Il est décoré plusieurs fois et devient officier. Le 2 septembre 1916, à l'âge de 51 ans, il est tué dans un combat dans la région du lac Doïran, sur le front gréco-bulgare.

## Postérité
Louis-Emil Eyer est quasiment inconnu en Suisse mais il est considéré comme un héros national en Bulgarie. On trouve son nom sur de nombreuses plaques de rues. L'une des principales artères de Sofia porte son nom. Le stade de la ville de Silistra s'appelle Louis-Eyer. Il y reste aussi une référence en matière d'éducation sportive. Chaque année, des joutes sportives sont organisées en sa mémoire. Un film retraçant sa vie a été tourné en 2014,.